# Мес Бакер
Мес Бакер (нід. Mees Bakker, нар. 11 березня 2001, Гейло) — нідерландський футболіст, воротар АЗ. На правах оренди грає за «Де Графсхап».

## Кар'єра

### Клубна
Почав грати у футбол у аматорській команді HSV Heiloo, з однойменного рідного міста Гейло в Північній Голландії, у 2,5 кілометрів від Алкмару. У 2011 році перейшов у футбольну школу АЗ. 20 серпня 2018 року дебютував на професіональному рівні у резервній команді «Йонг АЗ» в матчі Еерстедивізі проти «Алмере Сіті» (2:3). Перед сезоном 2020/21 Бакер був включений до першої команди як новий третій воротар. Крім того, він продовжував виступати за резервістів.
Протягом двох сезонів за головну команду алкмарського клубу в іграх чемпіонату Нідерландів так і не дебютував, а влітку 2022 року був відданий в оренду до команди «Де Графсхап»

### Збірна
Протягом 2016 року Мес Бакер відіграв дві товариські гри за юнацьку збірну Нідерландів до 15 років, після чого шість разів зіграв за команду U16.
2017 року з командою U17 брав участь у юнацькому чемпіонаті Європи 2018 року, здобувши золоті нагороди. Бакер зіграв на турнірі лише один матч — останню гру групового етапу проти Сербії (2:0), яка також була останньою з чотирьох ігор у цій команді.
Провівши три гри за збірну Нідерландів до 18 років у 2018 році, Бакер зі збірною Нідерландів до 19 років брав участь у кваліфікації на юнацьке Євро-2020 у Північній Ірландії.

## Досягнення
- Юнацький чемпіон Європи (U-17): 2018